# Referenzfall Toshakhana
Der Toshakhana-Referenzfall war eine bahnbrechende Entscheidung der pakistanischen Wahlkommission (Election Commission of Pakistan, ECP), die Imran Khan, den ehemaligen Premierminister Pakistans, für fünf Jahre von öffentlichen Ämtern ausschloss.
Der Fall wurde im August 2022 von Mitgliedern der Pakistanischen Demokratischen Bewegung eingereicht, weil Khan es versäumt hatte, die Einzelheiten der Toshakhana-Geschenke in den jährlichen Vermögenserklärungen an die pakistanische Wahlkommission anzugeben. Die ECP leitete die Untersuchung ein und verkündete am 21. Oktober 2022 ihr endgültiges Urteil, in dem Khan wegen unredlichen Verhaltens, gefälschter Informationen und ungenauer Erklärungen gemäß Artikel 63 Absatz 1 Buchstabe p von öffentlichen Ämtern ausgeschlossen wurde. Außerdem ordnete es an, dass die Sache zur Einleitung eines Strafverfahrens an das Gericht zurückverwiesen wird. Khan focht dieses Urteil an, obwohl er keine Nominierungsunterlagen für eine Wahl eingereicht hatte, und argumentierte, dass er die Geschenke legal von der Toshakhana erhalten und die Erlöse aus ihrem Verkauf für öffentliche Investitionen und Entwicklungsarbeiten verwendet habe.

## Hintergrund
Die Toshakhana ist eine Abteilung, die der Verwaltungsaufsicht der Kabinettsabteilung untersteht. Sie wurde 1974 eingerichtet und bewahrt Geschenke auf, die Herrschern, Gesetzgebern, Bürokraten, Militärs und anderen Beamten von Staatsoberhäuptern, Regierungen und internationalen Würdenträgern angeboten werden. In den Regeln der Toshakhana heißt es, dass die Personen, für die diese Regeln gelten, Geschenke oder Präsente an die Kabinettsabteilung melden müssen.

## Fall
Der Toshakhana-Referenzfall wurde im August 2022 von Mohsin Shahnawaz Ranjha und anderen Politikern der Koalitionsregierung eingereicht, die dem ehemaligen Premierminister Imran Khan Versäumnisse vorwarfen Informationen über die in der Toshakhana hinterlegten Geschenke verschiedener Staatsoberhäupter offenzulegen und über die Einnahmen aus dem Direktverkauf auf dem Markt zu berichten. Abgeordnete des Regierungsbündnisses Pakistan Democratic Movement übergaben den Verweis an den Sprecher der Nationalversammlung, Raja Pervaiz Ashraf, der ihn an den Obersten Wahlkommissar Sikandar Sultan Raja zur weiteren Bearbeitung weiterleitete.

### Toshakhana, PIC und Oberster Gerichtshof von Islamabad
Im Jahr 2021 beantragte Rana Abrar Khalid, ein in Islamabad ansässiger Journalist, bei der pakistanischen Informationskommission (PIC) gemäß dem Gesetz über das Recht auf Information die Herausgabe von Einzelheiten über die Geschenke, die Khan erhalten hatte. Die Kommission gab dem Antrag statt und wies die Kabinettsabteilung an, ihm Informationen über die Geschenke, die Khan von verschiedenen Staatsoberhäuptern erhalten hatte, zu übermitteln.
Die Kabinettsabteilung focht die Offenlegungsanordnung des PIC vor dem Obersten Gericht von Islamabad (IHC) mit der Begründung an, es sei rechtswidrig, die Einzelheiten der Toshakhana-Geschenke weiterzugeben, da dies nach Ansicht der Kabinettsabteilung die internationalen Beziehungen gefährden würde. Im April 2022 wies der IHC nach zahlreichen Gerichtsverhandlungen den stellvertretenden Generalstaatsanwalt Arshad Kayani an, dafür zu sorgen, dass die Anordnung des PIC zur Offenlegung der Einzelheiten der Geschenke, die Khan seit seinem Amtsantritt erhalten hatte, befolgt wird.

## ECP-Ergebnisse
In seiner Antwort an die ECP vom 8. September 2022 gab Khan zu, vier Geschenke verkauft zu haben, die er während seiner Zeit als Premierminister von verschiedenen Staatschefs erhalten hatte. Er behauptete, dass die Geschenke, die er von der Toshakhana für 21,56 Millionen Rupien gekauft hatte, beim Verkauf rund 58 Millionen Rupien einbrachten. Zu einem der Geschenke gehörten eine Graff-Uhr und einige Manschettenknöpfe, ein Ring und ein teurer Kugelschreiber, während die anderen drei Geschenke vier Rolex-Uhren enthielten.
In dem Verfahren legten Abgeordnete der Regierungskoalition Beweise vor, um ihre Anschuldigungen gegen den ehemaligen Premierminister zu untermauern, und forderten seine Disqualifizierung gemäß Artikel 63 der pakistanischen Verfassung, Abschnitte 2 und 3, in Verbindung mit Artikel 62 Absatz 1 Buchstabe f.

## Urteil
In Anbetracht ihrer Feststellungen, des Eingeständnisses von Khan und des Beweismaterials des Petenten hat der Wahlausschuss die Entscheidung gegen das Toshakhana-Verfahren am 2. Oktober 2022 aufgehoben. Am 21. Oktober 2022 gab die ECP ihre gesicherte Entscheidung bekannt, die sich auf die laufende Legislaturperiode der Nationalversammlung bezieht, und disqualifizierte Khan wegen angeblich unethischen Verhaltens, falscher Behauptungen und falscher Erklärungen in dem Verfahren nach Artikel 63 Absatz 1 Buchstabe p. Außerdem ordnete es an, dass die Sache zur Einleitung eines Strafverfahrens an das Gericht überwiesen wird.

## Nachwirkungen
Khan focht das Urteil am 22. Oktober 2022 vor dem Obersten Gerichtshof in Islamabad mit dem Argument an, er habe die Geschenke legal von der Toshakhana erhalten und die Einnahmen aus dem Verkauf für die Reparatur einer zu seinem Haus führenden Straße verwendet, was auch seinen Nachbarn zugutegekommen sei. Er wies auch darauf hin, dass frühere Staatsoberhäupter wie Sharif, Gillani und Zardari teure Geschenke aus der Toshakhana (einschließlich Fahrzeugen, deren Kauf nicht erlaubt ist) zu lächerlich niedrigen Preisen gekauft hatten: gelegentlich für weniger als 20 % des geschätzten Preises, wobei einige Geschenke sogar für 5 bis 7 % des geschätzten Preises erworben wurden. Im Gegensatz dazu hatte Khan selbst, als er noch Premierminister war, den Einbehaltungssatz auf 50 % des Schätzwerts angehoben – derselbe Satz, zu dem er dann auch die Geschenke kaufte. Khan kündigte daraufhin den Azadi-Marsch II im Jahr 2022 an, um gegen das Urteil zu protestieren.

### Verhandlung vor dem Sitzungsgericht
Im Einklang mit dem Urteil übermittelte der Wahlausschuss dem Gericht am 21. November 2022 einen Hinweis auf die Toshakhana zur Einleitung eines Strafverfahrens gegen Khan. In Übereinstimmung mit den Paragraphen 137, 170 und 167 des Wahlgesetzes nahm der Bezirks- und Sitzungsrichter den Verweis entgegen. In der schriftlichen Entscheidung heißt es, dass Khan „absichtlich und vorsätzlich“ gegen die in den Abschnitten 137, 167 und 173 des Wahlgesetzes von 2017 aufgeführten Gesetze verstoßen habe, indem er der ECP in den von ihm für das Haushaltsjahr 2020–21 eingereichten Angaben zu seinen Vermögenswerten und Verbindlichkeiten eine „falsche Erklärung“ und „falsche Angaben“ gemacht habe.
Die ECP warf Khan vor, „korrupte Handlungen“ im Sinne der Abschnitte 167 und 173 des Wahlgesetzes von 2017 begangen zu haben, die nach Abschnitt 174 desselben Gesetzes strafbar sind, indem er falsche Angaben und fehlerhafte Erklärungen abgab. Im Einklang mit Abschnitt 190(2) des Wahlgesetzes hatte die Kommission angeordnet, dass gegen Khan Strafanzeige wegen Abgabe einer falschen Erklärung erstattet wird.
Am 27. Dezember 2022 wies das Oberste Gericht von Islamabad die Kabinettsabteilung an, über die Einzelheiten der seit 1947 von Toshakhana erhaltenen Geschenke zu berichten. Khawaja Haris wurde von Khans Partei, der Pakistan Tehreek-e-Insaf, als ihr Anwalt für den Fall Toshakhana engagiert.
Am 30. März 2023 wurde der Prozess gegen Khan wegen Eid al-Fitr und Ramadan auf den 29. April verschoben. Am 4. April 2023 beantragte die Wahlbehörde eine frühere Anhörung, woraufhin das Gericht am 8. April beschloss, den Antrag der ECP am 11. April anzuhören. Am 10. Mai 2023 wurde Khan von Additional Sessions Judge Humayun Dilawar angeklagt, der keine Einwände gegen die Sinnhaftigkeit des Falls erhob.
Der IHC setzte das Strafverfahren vorübergehend bis zum 8. Juni 2023 aus. Die Anhörungen wurden im Juni wieder aufgenommen, wobei der Oberste Richter Aamer Farooq sein Urteil für den 23. Juni 2023 aufhob, weil dann Eid al-Adha ist.  Am 4. Juli 2023 fordertr der IHC unter dem Vorsitz des Obersten Richters Aamer Farooq, Richter Dilawar auf, Khans Antrag auf Einstellung des Strafverfahrens innerhalb von sieben Tagen erneut zu prüfen. Richter Dilawar entschied am 9. Juli 2023, dass die Klage aufrechtzuerhalten sei und setzte das festgefahrene Verfahren fort.
Am 5. August 2023 erklärte das Gericht in Islamabad Imran Khan der „korrupten Praktiken“ gemäß Abschnitt 174 des Wahlgesetzes im Fall Toshakhana für schuldig und verurteilte ihn zu drei Jahren Gefängnis und einer Geldstrafe von 100.000 Rupien. Khan wurde in Gewahrsam genommen und noch am selben Tag inhaftiert, während seine Anwälte am 8. August Berufung gegen die Verurteilung einlegten.